# Curtis Stone (Koch)

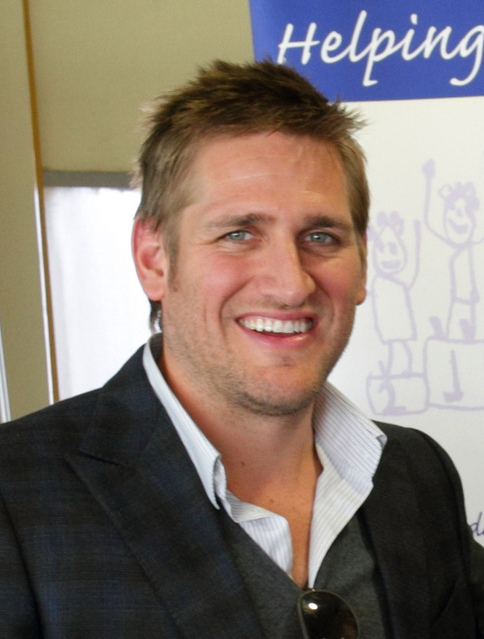
Curtis Stone (2012)

Curtis Stone OAM (* 4. November 1975 in Melbourne, Victoria) ist ein australischer Koch. Seinen Spitznamen The Quiet Terminator bekam er von seinen Fans auf Grund seiner Leistungen auf dem Sender The Celebrity Apprentice 3.

## Leben
Curtis Stone wurde als Sohn eines Buchhalters im australischen Melbourne geboren. Er begann im Alter von fünf Jahren mit seiner Großmutter zu kochen. Er besuchte die Penleigh and Essendon Grammar School.
Bevor er sich für eine Karriere als Koch entschied, studierte er für einen Bachelor of Business. Er arbeitete in vielen australischen Toprestaurants, ehe er nach London reiste. Seine Karriere als Koch in Australien begann er mit 18 Jahren in einem Savoy Hotel. Nachdem er seine Lehre als Koch beendet hatte, fing er an, in London unter Marco Pierre White im Café Royal und im Mirabelle zu arbeiten. Wenig später wurde er Küchenchef im White’s Quo Vadis.
Im Jahre 2006 wurde Curtis Stone vom People Magazine zu einem der Sexiest Man Alive neben George Clooney und Brad Pitt gewählt. Er ist schon sein Leben lang Footballfan.
Seit 2009 ist er mit der Schauspielerin Lindsay Price liiert. Im Juli 2012 gaben sie ihre Verlobung bekannt. Am 6. November 2011 wurde ihr erstes gemeinsames Kind, ein Junge, geboren. Im Juni 2013 folgte die Hochzeit der beiden.

## Karriere
Stone kehrte für kurze Zeit nach Australien zurück, um eine Fernsehkochsendung mit Ben O’Donoghue zu machen. Des Weiteren hatte er eine Reihe von Kochsendungen im Vereinigten Königreich. Er moderierte die erste Staffel von My Restaurant Rules in Australien. In den USA arbeitete er unter anderem für TLC. Curtis Stone tritt regelmäßig in NBCs Today auf. Ebenfalls aufgetreten ist er in Martha Stewarts Show Martha. Er erschien außerdem bei mehreren Episoden der amerikanischen Reality-TV-Show The Biggest Loser. Weitere Auftritte hatte er in Celebrity Apprentice 3, The Ellen DeGeneres Show und The Oprah Winfrey Show. Er war das Gesicht eines Werbespotes der Cole Supermarktkette.
Im Jahre 2008 brachte Stone seine eigene Küchenutensilienkette Kitchen Solutions by Curtis Stone auf den Markt. Er schrieb eine Reihe von Kochbüchern. 2011 wurde er Botschafter für Cottage by the Sea.
Für Verdienste um die Tourismus-, Gastronomie- und Hotelbranche wurde er 2023 mit der Medaille des Order of Australia ausgezeichnet.